# The Alesha Show
The Alesha Show drugi je studijski album britanske kantautorice Aleshe Dixon objavljen 24. studenog 2008. pod izdavačkom kućom Asylum Records.

## Prijam albuma

### Promidžba
Na ljestvici albuma u Velikoj Britaniji album je debitirao na 26. mjestu prodavši u prvom tjednu prodaje 26.000 primjeraka. Na ljestvici se album zadržao mjesec dana. Zahvaljujući uspjehu pjesme "Breathe Slow" album se popeo na 12. mjesto te je dotada prodano 300.000, a nakon uspjeha singla "Let's Get Excited" dospio je na 11. mjesto.

## Popis pjesama
1. "Welcome To The Alesha Show" (uvod)[4]
2. "Let's Get Excited"
3. "Breathe Slow"
4. "Cinderella Shoe"
5. "The Boy Does Nothing"
6. "Chasing Ghosts"
7. "Play Me"
8. "Hand It Over"
9. "Do You Know The Way It Feels"
10. "Can I Begin"
11. "Italians Do It Better"
12. "Ooh Baby I Like It Like That"
13. "Don't Ever Let Me Go"
14. "I'm Thru"/"Mystery - skrivena pjesma"

### Bonus pjesme

#### Britansko i australsko iTunes izdanje
1. "Welcome To The Alesha Show" (produžena verzija)
2. "I Don't Wanna Mess Around"
3. "The Boy Does Nothing" (spot)
4. "The Boy Does Nothing" (snimanje videa)
5. "Hello iTunes" (video)

## Top ljestvice
| Top ljestvice 2009. | Najviša pozicija |
| ------------------- | ---------------- |
| Nizozemska          | 80               |
| Finska              | 23               |
| Francuska           | 39               |
| Irska               | 64               |
| Švicarska           | 54               |
| UK                  | 11               |
| Španjolska          | 23               |

### Ljestvice na kraju godine
| Ljestvice (2008.) | Pozicija |
| ----------------- | -------- |
| Velika Britanija  | 181      |

## Certifikacije
| Država           | Certifikacija | Prodano primjeraka |
| ---------------- | ------------- | ------------------ |
| Velika Britanija | Platinasta    | 300.000+           |